# Gédrosie

La Gédrosie dans l'Empire achéménide.

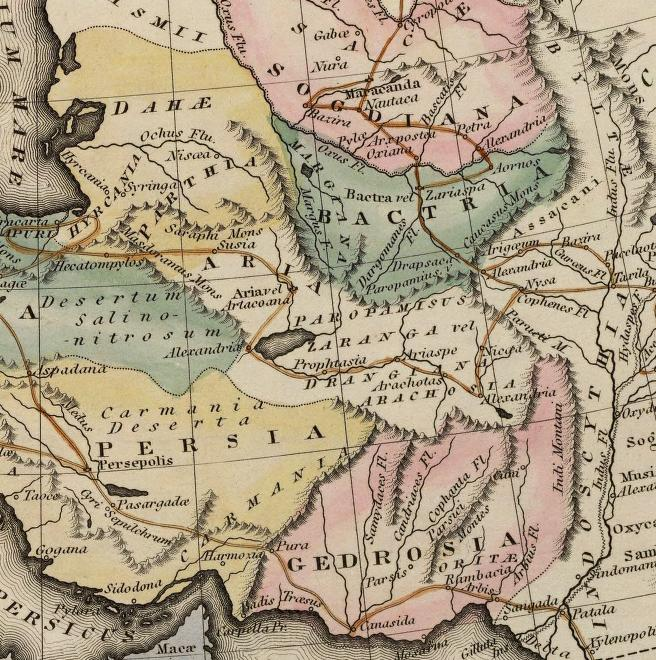
La Gédrosie apparaît en rose sur cette carte de la campagne d'Alexandre le Grand.

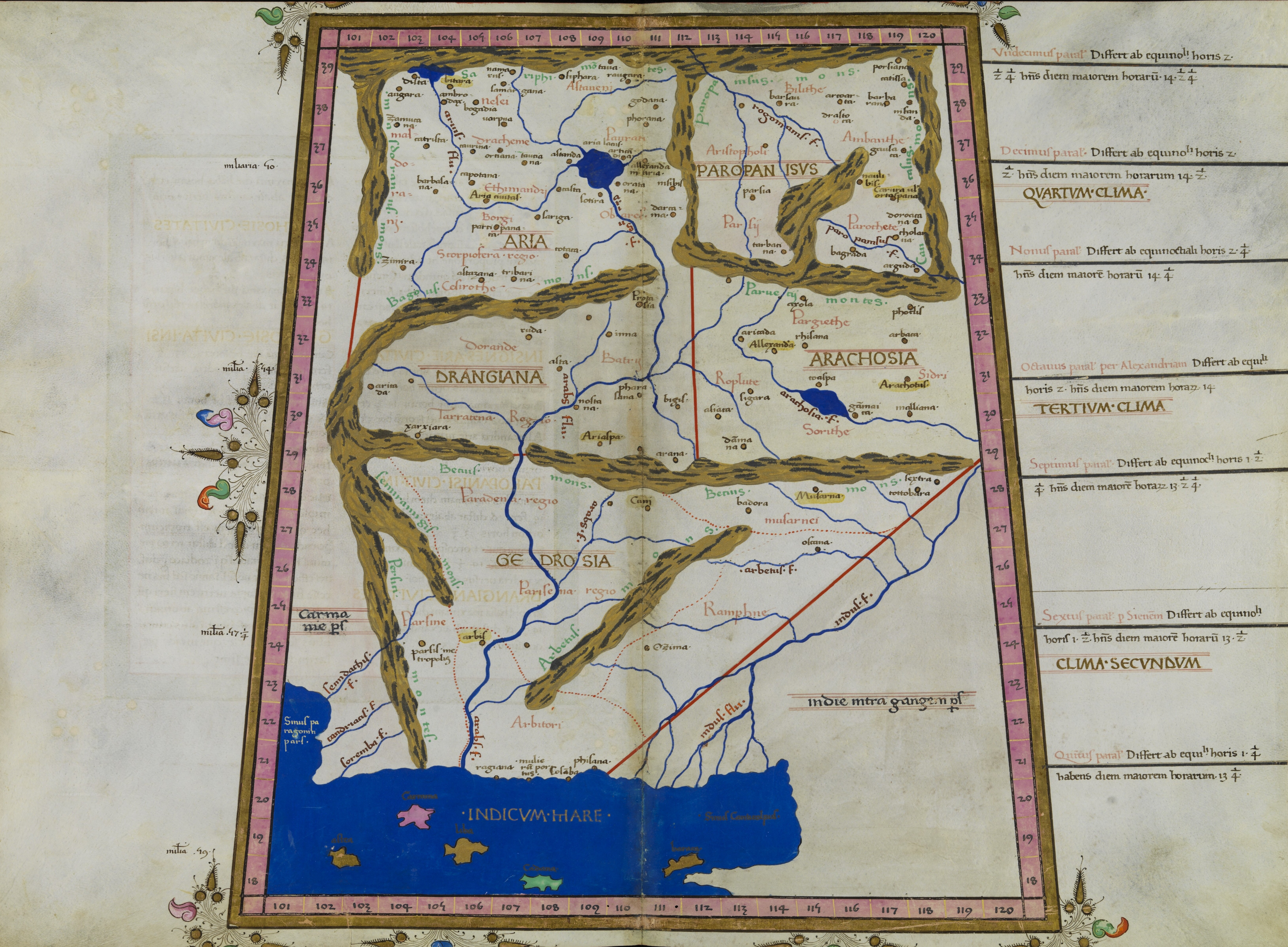
Nicolaus Germanus, reconstitution de la Carte de Ptolémée, vers 1470.

La Gédrosie (en grec ancien Γεδρωσία / Gedrosia ) est le nom hellénisé d'une région qui correspond aujourd'hui, en partie, au Makran dans le Baloutchistan iranien et pakistanais sur les rives de l'océan Indien. Région isolée, elle reste mal connue des explorateurs occidentaux, même si Alexandre le Grand l'a traversée à son retour d'Inde.

## Situation géographique et occupation
Située au sud de l’Arachosie et de la Drangiane, à l'est de la Carmanie et à l'ouest de l'Indus, la Gédrosie est un pays aride et montagneux, pauvre en ressources naturelles. Elle est occupée depuis l'âge du bronze par des populations qui se sont installées dans les rares oasis. D'autres populations, connues en grec comme les Ichthyophagoï (ou « Mangeurs de poisson »), se sont installées sur la côte. Les populations indigènes pourraient avoir été appelées les Gwadar, car il existe actuellement deux villes et une baie portant ce nom dans le Makran central.

## Satrapie perse
La Gédrosie, conquise par le souverain perse Cyrus le Grand au VIe siècle av. J.-C., devient une satrapie de l'empire achéménide avec pour capitale Pura (« la ville » en sanskrit), probablement la Bampûr moderne. On peut supposer que la satrapie porte le nom de Maka, expliquant la similitude avec la région moderne de Makran ; il est cependant possible que Maka corresponde plutôt à l'Oman moderne, appelé Maketa dans l'Antiquité.

## Durant la période hellénistique
En 325 av. J.-C., Alexandre le Grand, de retour d'Inde, traverse la Gédrosie par le désert côtier du Makran, région particulièrement inhospitalière, couverte de marécages salés et comptant peu d'oasis. La moitié de ses effectifs, soit 6 000 personnes, aurait péri au cours de cette terrible traversée, qui dure deux mois, de la vallée du Purali jusqu'à Pura. Les combats contre les habitants de la région sont d'une violence extrême. Alexandre divise ses troupes en trois corps : un dirigé par Ptolémée, un autre par Léonnatos et le troisième par lui-même. La région est ensuite ravagée. À l'issue des accords de Babylone qui suivent la mort d'Alexandre en -323, la satrapie est confiée à Sibyrtios, qui obtient en plus l'Arachosie. Cette désignation semble avoir été confirmée par les accords de Triparadisos (321).
La description de la côte faite par Arrien dans l’Anabase et l’Indica semble empruntée à Néarque, l'amiral d'Alexandre qui a commandé la flotte de retour d'Inde. Elle montre, comme les textes de Strabon et Ptolémée, que les Égyptiens hellénisés commercent avec la Gédrosie en important de la myrrhe et du nard. Les Gédrosiens sont connus pour avoir empêché les Indiens Maurya d'occuper leur région.